# Glibenclamidă
Glibenclamida (denumită și gliburidă) este un medicament antidiabetic din clasa derivaților de sulfoniluree de generația a 2-a, fiind utilizat în tratamentul diabetului zaharat de tipul 2. Calea de administrare disponibilă este cea orală.
Molecula a fost descoperită în 1969 și a fost aprobată pentru uz medical în Statele Unite ale Americii în anul 1984. Este disponibilă sub formă de medicament generic.

## Utilizări medicale
Glibenclamida este utilizată în tratamentul diabetului zaharat de tip 2 (non-insulino-dependent), la pacienții la care glicemia este insuficient controlată prin regim dietetic.

## Reacții adverse
Principalele efecte adverse asociate tratamentului cu glibenclamidă sunt: greață, diaree, vărsături, balonare și pierderea apetitului alimentar De asemenea, poate induce hipoglicemie, riscul fiind mult mai crescut în comparație cu alți derivați de sulfoniluree.
Este contraindicată la pacienții care prezintă deficit de G6P-dehidrogenază, deoarece poate cauza hemoliză acută.